# 君へのパレード♪
『君へのパレード♪』（きみへのパレード）は、2017年5月24日にEpic Records Japanから発売されたDEENの46枚目のシングル。

## 解説
シングルとしては前作「記憶の影/遊びにいこう!」より約半年振りとなる。
CD+DVDで発売され、本作は初の試みとして、全3形態それぞれのカップリングに、各メンバーのソロ楽曲を収録されており、それに対応して、三人のソロ楽曲のビデオクリップが収録された。
「君へのパレード♪」のビデオクリップは本作には収録されず、17thアルバム『PARADE』の付属DVDに収録される。
初回仕様限定盤には47ツアーに向けてデジタル配信のみで発売される「君へのパレード♪」全47都道府県ver.があり、その中から1ver.を選んでダウンロードできるシリアルナンバーが同封されている。
2018年3月10日付を以ってDEENを脱退した田川伸治にとっては在籍時最後の参加シングルとなった。

## 収録曲

### 期間限定通常盤 Type A

#### CD
1. 君へのパレード♪
作詞：池森秀一 / 作曲：山根公路 / 編曲：古井弘人
2. LIP
作詞：池森秀一 / 作曲：池森秀一、Gary Scott Huddleston
池森秀一ソロ楽曲
3. 君へのパレード♪-instrumental-

#### DVD
1. LIP

1曲DL＜ダウンロードシリアルナンバー封入＞

### 期間限定通常盤 Type B

#### CD
1. 君へのパレード♪
2. I need my car
作詞・作曲：山根公路
山根公路ソロ楽曲
3. 君へのパレード♪-instrumental-

#### DVD
1. I need my car

1曲DL＜ダウンロードシリアルナンバー封入＞

### 期間限定通常盤 Type C

#### CD
1. 君へのパレード♪
2. Sense of Nostalgia
作曲：田川伸治
田川伸治ソロ楽曲
3. 君へのパレード♪-instrumental-

#### DVD
1. Sense of Nostalgia

1曲DL＜ダウンロードシリアルナンバー封入＞